# Mojinci
Mojinci (cyr. Мојинци) – wieś w Serbii, w okręgu pirockim, w gminie Dimitrovgrad. W 2011 roku liczyła 24 mieszkańców.